# Hexalectris
Hexalectris é um género botânico pertencente à família das orquídeas (Orchidaceae).

## Espécies
1. Hexalectris arizonica  (S.Watson) A.H.Kenn. & L.E.Watson (2010)
2. Hexalectris brevicaulis  L.O.Williams (1940)
3. Hexalectris colemanii  (Catling) A.H.Kenn. & L.E.Watson (2010)
4. Hexalectris fallax  M.I.Rodr. & R.González (2005)
5. Hexalectris grandiflora  (A.Rich. & Galeotti) L.O.Williams (1944)
6. Hexalectris nitida  L.O.Williams (1944)
7. Hexalectris parviflora  L.O.Williams (1940)
8. Hexalectris revoluta  Correll (1941)
9. Hexalectris spicata  (Walter) Barnhart (1904)
10. Hexalectris warnockii  Ames & Correll  (1943